# Apanassenkóvskoie
Apanassenkóvskoie (en rus: Апанасенковское) és un poble del krai de Stàvropol, a Rússia, que el 2019 tenia 1.835 habitants. Pertany al districte rural de Dívnoie.